# Gunnar Sköld
Alf Gunnar Sköld (24 de setembro de 1894 — 24 de junho de 1971) foi um ciclista sueco que participava em competições de ciclismo de estrada.

## Carreira
Representou a Suécia nos Jogos Olímpicos de Verão de 1924 em Paris, terminando em quarto lugar na prova de estrada individual e conquistando a medalha de bronze no contrarrelógio por equipes. No Campeonato Mundial UCI, venceu a prova de estrada em 1921, tornando-se o primeiro sueco a fazer este feito, e terminou em quarto lugar em 1922. Retirando-se das competições, Sköld trabalhou como tesoureiro e vice-presidente de seu clube nativo, Upsala CK.